# 長内町
長内町（おさないまち）は、昭和29年（1954年）まで岩手県九戸郡にあった町。現在の久慈市長内町・小久慈町にあたる。

## 地理
- 河川：久慈川、長内川

## 沿革
- 1889年（明治22年）4月1日 - 町村制施行にともない、長内村[1]と小久慈村が合併して新制の南九戸郡長内村が発足。
- 1897年（明治30年）4月1日 - 南九戸郡と北九戸郡が合併して九戸郡が成立[2]。九戸郡長内村となる。
- 1952年（昭和27年）6月1日 - 町制施行し、長内町となる。
- 1954年（昭和29年）11月3日 - 久慈町・宇部村・大川目村・侍浜村・夏井村・山根村と合併し、久慈市となる。

## 行政

### 歴代村長
| 代 | 氏名       | 就任                      | 退任                       | 備考 |
| -- | ---------- | ------------------------- | -------------------------- | ---- |
| 1  | 斎藤与志太 | 明治22年（1889年）5月2日  | 明治26年（1893年）5月9日   |      |
| 2  | 兼田市十郎 | 明治26年（1893年）5月10日 | 明治30年（1897年）5月23日  |      |
| 3  | 中野寛     | 明治30年（1897年）5月24日 | 明治32年（1899年）5月7日   |      |
| 4  | 立花雷太郎 | 明治32年（1899年）5月8日  | 大正2年（1913年）1月7日    |      |
| 5  | 滝沢利吉   | 大正2年（1913年）1月8日   | 大正11年（1922年）6月19日  |      |
| 6  | 山口秀康   | 大正11年（1922年）7月26日 | 大正15年（1926年）8月10日  |      |
| 7  | 三船米蔵   | 大正15年（1926年）8月11日 | 昭和5年（1930年）2月24日   |      |
| 8  | 水上精一   | 昭和5年（1930年）2月25日  | 昭和5年（1930年）10月28日  |      |
| 9  | 近藤明次郎 | 昭和5年（1930年）11月25日 | 昭和9年（1934年）10月14日  |      |
| 10 | 中野芳樹   | 昭和9年（1934年）10月15日 | 昭和11年（1936年）1月14日  |      |
| 11 | 長内正太郎 | 昭和11年（1936年）1月29日 | 昭和21年（1946年）11月18日 |      |
| 12 | 岩城惣一郎 | 昭和22年（1947年）4月5日  | 昭和27年（1952年）5月31日  |      |

### 歴代町長
| 代 | 氏名       | 就任                     | 退任                      | 備考         |
| -- | ---------- | ------------------------ | ------------------------- | ------------ |
| 1  | 岩城惣一郎 | 昭和27年（1952年）6月1日 | 昭和29年（1954年）11月2日 | 村長より留任 |